# Matias Damásio
Matias Damásio (Benguela, 9 de maio de 1982) é um compositor e músico angolano. 

## Biografia
Tendo nascido em Benguela, Matias Damásio parte para Luanda à procura de melhores condições de vida.
Começou a carreira em 2000, cantando em festivais religiosos, participando pela primeira vez num concurso de televisão, Estrelas no Palco. Nesse concurso, ficou entre os doze finalistas. Posteriormente participou juntamente com a banda Maravilha e João Alexandre no concurso Domingão Coca-Cola, conseguindo o segundo lugar.
Em 2003, Matias Damásio venceu a gala À Sexta-feira, da Televisão Pública de Angola interpretando o tema "Mãe querida". Venceu também o Festival da Canção de Luanda e o Festival de Música Popular Angolana (Variante).
Em Outubro de 2007, venceu com o tema "Porquê" a décima sétima edição do "top dos mais queridos", promovida pela Rádio Nacional de Angola.
Em Fevereiro de 2016 venceu o Top Rádio Luanda 2015, organizado na baía de Luanda.
Em 2016, Matias conseguiu um enorme êxito em Portugal com o tema "Loucos", uma colaboração com o vocalista da banda portuguesa HMB, Héber Marques. "Loucos" chegou ao nº 3 do top português de singles e alcançou a vice-liderança do top português de faixas em formato de download. No início de maio de 2017, o videoclip do tema já acumulava 26 milhões de visualizações no YouTube.
Em Janeiro de 2017 venceu, juntamente com a cantora angolana Ariovalda Eulália Gabriel (Ary), a décima oitava edição do top Rádio Luanda, no complexo do Clube dos Caçadores.
Matias Damásio estreou-se em concerto em Portugal, em Moura (Baixo Alentejo) a 11 de Março de 2017. Actuou na edição de 2017 do festival MEO Sudoeste, a 2 de Agosto.
Matias actuou no Coliseu dos Recreios no fim de Abril de 2017 e no Coliseu do Porto a 20 de maio do mesmo ano.

## Discografia
- Vitória (2005)
- Amor É Festa Na Lixeira (2009)
- Por Angola (2012)
- Por Amor (2015)
- Por Amor (2016)
- Augusta (2018)
- Amar e cantar Angola (2022)